# Svartåsflotjärnarna
Svartåsflotjärnarna är en sjö i Sundsvalls kommun i Medelpad och ingår i Indalsälvens huvudavrinningsområde.